# Michael Endres (Musiker)
Michael Endres (* 1961 in Sonthofen, Landkreis Oberallgäu) ist ein deutsch/neuseeländischer Pianist und Hochschullehrer.

## Leben
Michael Endres studierte bei Klaus Schilde und Karl-Hermann Mrongovius in München, bei Peter Feuchtwanger in London und bei Jacob Lateiner an der Juilliard School, New York, wo er ein Master Degree erhielt.
Sein besonderer Schwerpunkt gilt den Kompositionen von Mozart, Schubert, Schumann und Ravel. Er widmet sich aber auch intensiv Werken unbekannterer und wenig gespielter Komponisten wie Leopold Godowsky, Gabriel Fauré, Sir Arnold Bax und Eduard Tubin.
Von ihm sind zahlreiche CD-Aufnahmen erhältlich, die u. a. mit bedeutenden Preisen wie dem „Choc – Le Monde de la musique“ oder dem „Diapason d’or“ ausgezeichnet wurden. Darunter finden sich unter anderem Gesamtaufnahmen der Klaviersonaten von Wolfgang Amadeus Mozart, Franz Schubert, Carl Maria von Weber, Arnold Bax sowie das gesamte Klavierwerk von Maurice Ravel und George Gershwin. Er ist bei vielen bedeutenden Festivals und Konzerten weltweit aufgetreten, wie z. B. bei den Salzburger Festspielen, Wigmore Hall London, Newport Festival, Wiener Musikverein und Suntory Hall, Tokio.
Endres war Professor an der Hochschule für Musik und Tanz Köln (1993–2004), der Hochschule für Musik „Hanns Eisler“ Berlin (2004–2009) und der University of Canterbury in Christchurch, Neuseeland (2009–2014). Seit März 2014 ist er Professor und Leiter der Abteilung Klavier am Barratt Due Musikinstitut in Oslo, Norwegen.
Michael Endres war für viele Jahre Liedbegleiter des Baritons Hermann Prey.

## Aufnahmen
- W.A. Mozart: Die Klaviersonaten
- Franz Schubert: Die Klaviersonaten
- Gesamtaufnahme der Schubert Taenze
- Wandererfantasie und andere Werke
- Impromptus Opus 90 und Opus 142
- Gabriel Faure: 13 Barcarolles
- Carl Maria von Weber: Die Klaviersonaten und andere Werke
- Felix Mendelssohn Bartholdy: Lieder ohne Worte (komplett)
- Robert Schumann: Klavierwerke (3 CDs)
- Arnold Bax: Complete Piano Sonatas
- Maurice Ravel: Das gesamte Klavierwerk
- George Gershwin: Werke für Klavier
- Carl Loewe: Balladen (mit Hermann Prey)
- Franz Schubert & Johann: W. Kalliwoda (mit Ashan Pillai)